# بوبا منسواه
بوبا منسواه (و. 1947  م) هو صحفي، وكاتب سويسري، ولد في بازل.